# Fred Wacker
Frederick Glade Wacker Jr, detto Fred (Chicago, 10 luglio 1918 – Lake Bluff, 16 giugno 1998), è stato un pilota automobilistico statunitense che ha partecipato a 3 Gran Premi di Formula 1.

## Carriera
Iniziò la sua carriera di pilota alla fine degli anni 1940 quando acquistò una MG per competere alla 500 miglia di Indianapolis. Negli anni seguenti, prese parte a diverse gare per vetture sport vincendo la 6 Ore di Sebring nel 1950 e giunse secondo alla 1000 km di Buenos Aires. Prese inoltre parte ad alcune edizioni della 24 Ore di Le Mans.
Nel 1953 fece il suo esordio con monoposto da Formula 1, partecipando a tre gare di campionato con una Gordini. Riuscì inoltre a cogliere un terzo posto al Gran Premio delle Frontiere, corsa extra-campionato. Al Gran Premio di Svizzera fu vittima di un brutto incidente, che gli procurò una frattura al cranio e che pose fine anticipatamente alla sua stagione.
L'anno seguente partecipò a due gare, giungendo sesto al Gran Premio d'Italia.
Lo stesso anno fondò una propria azienda e diminuì le proprie presenze nelle corse. Fu anche presidente della sezione di Chicago della Sports Car Club of America.

## Risultati in Formula 1
| 1953 | Scuderia | Vettura |  |  |    |   |  |  |  |    |  | Punti | Pos. |
| ---- | -------- | ------- |  |  | -- | - |  |  |  | -- |  | ----- | ---- |
| 1953 | Gordini  | Gordini |  |  | NP | 9 |  |  |  | NP |  |       |      |

| 1954 | Scuderia | Vettura |  |  |  |  |  |  |     |   |  | Punti | Pos. |
| ---- | -------- | ------- |  |  |  |  |  |  | --- | - |  | ----- | ---- |
| 1954 | Gordini  | Gordini |  |  |  |  |  |  | Rit | 6 |  |       |      |

| Legenda | 1º posto     | 2º posto | 3º posto    | A punti         | Senza punti/Non class.  | Grassetto – Pole position Corsivo – Giro più veloce |
| Legenda | Squalificato | Ritirato | Non partito | Non qualificato | Solo prove/Terzo pilota | Grassetto – Pole position Corsivo – Giro più veloce |